# ديموناكس
ديموناكس (ت. 176 م) فيلسوف يوناني، تأثر بمذهب الأخلاقي بسقراط وديوجانس الكلبي.
ولد في قبرص وعاش في أثينة. على لسانه وضع لوقيانس القول المأثور: «خاصة الإنسان أن يغلط، وخاصة الحكيم أن يصفح».